# Ластольское сельское поселение
Ластольское сельское поселение или муниципальное образование «Ластольское» — упразднённое муниципальное образование со статусом сельского поселения в составе Приморского муниципального района Архангельской области Российской Федерации. 
Соответствует административно-территориальной единице в Приморском районе — Ластольскому сельсовету.
Административный центр находился в деревне Ластола.

## География
Сельское поселение находилось на севере Архангельской области в дельте Северной Двины на 110 островах. Общая площадь земель, входящих в границы поселения, составляла 11 484 гектара.

## История
Муниципальное образование было образовано в 2006 году.
В 2015 году муниципальное образование было упразднено путём объединения Вознесенского, Пустошинского и Ластольского сельских поселений в одно муниципальное образование Островное сельское поселение с административным центром в селе Вознесенье.
В 1920 году на этой территории было три сельсовета — Ластольский, Конецдворский и Чубола-Наволоцкий. В 1924 году Ластольский сельсовет, Конецдворская и Чубонаволоцкая волости Архангельского уезда Архангельской губернии были ликвидированы и присоединены к Вознесенскому сельскому Совету Вознесенской волости. В 1933 году Ластольский сельский Совет был вновь образован и просуществовал до 1954 года. В 1954 году произошло объединение с Конецдворским сельсоветом, куда в 1960 году был присоединен и Чубола-Наволоцкий сельсовет. Административный центр был в деревне Конецдворье. В 1971 году Конецдворский сельсовет переименовали в Ластольский. Административным центром стала деревня Ластола.

## Население
| 2007 | 2010 | 2011 | 2012 | 2013 | 2014 | 2015 |
| ---- | ---- | ---- | ---- | ---- | ---- | ---- |
| 648  | ↘602 | ↘600 | ↗615 | ↘601 | ↘599 | ↘578 |

Численность населения — 600 человек (на 01.01.2011). По данным Всероссийской переписи 2010 года в поселении проживало 602 человека. В 2005 году было 648 человека.

## Административное деление
В состав Ластольского сельского поселения входили:
- д. Байкалово
- д. Беричево
- д. Борковское
- д. Вагино
- д. Вагинский Наволок
- д. Конецдворье
- д. Красное
- д. Ластола
- д. Лахта
- д. Наумцево
- д. Онишово
- д. Питяево
- д. Прилук
- д. Свинец
- д. Чубола
- д. Чубола Наволок

### Карты
- Топографическая карта Q-37-128,129,130. Архангельск — 1 : 100 000